# 王舟
王舟（1437年—？），字弘載，浙江紹興府餘姚縣人，民籍。明朝政治人物。進士出身。

## 生平
浙江鄉試第二十八名。成化五年（1469年）乙丑科會試第一百十五名，殿試登進士第三甲第七十名。官工部员外郎。

## 家族
曾祖王克誠。祖父王文華。父亲王騶虞。